# سبط يهوذا
وفقًا للكتاب المقدس العبري، سبط يهوذا (שֵׁבֶט יְהוּדָה) هو أحد أسباط بني إسرائيل الاثني عشر، الذي يُنسب إلى يهوذا بن يعقوب. كان سبط يهوذا أول أسباط بني إسرائيل تمركزًا في أراضيه التي تقع جنوب أراضي بني إسرائيل، ويعد يسى وأبنائه ومنهم الملك داود أبرز المنتسبين إلى هذا السبط.

## الرواية الكتابية
يبرز سبط يهوذا وغزواته ومركزية عاصمته القدس في عبادة يهوه بشكل بارز في التاريخ التثنوي الذي يشمل أسفار التثنية حتى الملوك الثاني، والتي يتفق معظم العلماء على أنها كُتبت في عهد الملك المُصلح يوشيا ملك يهوذا بين سنتي 641-609 ق.م.، كما يرون أيضًا أن هذا التاريخ خضع لأشكال من التعديلات والتنقيحات في فترة السبي وما بعده.
وفقًا لرواية سفر يشوع، بعد أن افتتحت قبائل بني إسرائيل جزء من أرض كنعان (حيث كان اليبوسيون لا يزالون يحتفظون بالقدس)، قسّم يشوع الأراضي بين أسباط بني إسرائيل الاثني عشر. بحسب هذا السفر، كان نصيب سبط يهوذا يشمل معظم الجزء الجنوبي من أرض إسرائيل، بما في ذلك النقب وبرية صين والقدس.(يشوع 15) رغم ذلك، يُجمع العلماء المعاصرين على أن هذا الفتح لم يحدث أبدًا. في المقابل، يشير علماء آخرون إلى إشارات في مصادر غير كتابية تبرز وجود إسرائيل وكنعان كدليل على التاريخ المحتمل للغزو.
في الآيات الأولى من سفر القضاة، حين سأل بنو إسرائيل "الرب" بعد وفاة يشوع أي سبط يذهب أولًا ليحتل الأرض المخصصة له، كان الرد بأن يبدأ سبط يهوذا بذلك.(القضاة 1: 1-2) كما أشار هذا السفر أن سبط يهوذا دعا سبط شمعون للتحالف معهم في القتال ليُأمّنا سويًّا أراضيهم المخصصة لهم. ورغم ذلك، لا يعتقد العديد من العلماء أن سفر القضاة مصدرًا تاريخيًا يوثق فيه.
يصف سفر صموئيل الأول غضب الإله على سلالة شاول الملكية المنتمون إلى سبط بنيامين الجنوبي بسبب خطيئة الملك شاول، فمنح المُلك بعد ذلك لسبط يهوذا إلى الأبد في شخص الملك داود. في رواية سفر صموئيل، بعد وفاة شاول، ظلت جميع الأسباط باستثناء سبط يهوذا، موالية لأبناء شاول، بينما اختار سبط يهوذا داود ملكًا عليهم. ومع ذلك، بعد وفاة إيشبوشث بن شاول وخليفته على عرش مملكة إسرائيل، اجتمعت أسباط بني إسرائيل جميعها على تنصيب داود ملكًا على مملكة إسرائيل الموحدة. تناول سفر الملوك توسع المُلك والمجد الذي لا نظير له الذي بلغته المملكة في عهد الملك سليمان. يعتقد أغلبية العلماء أن الروايات المتعلقة بنطاق الأراضي التي سيطر عليها داود وسليمان في عهد المملكة الموحدة أمرًا مبالغًا فيه، كما تعتقد أقلية من العلماء أن المملكة الموحدة لم تتواجد قطّ. لا يتفق عالم العهد القديم والتر ديتريش مع هذا الرأي، ويؤكد على أن الروايات الكتابية حول ملوك القرن العاشر قبل الميلاد تقريبًا تحتوي على نواة تاريخية مهمة، وليست مجرد خيالات أضيفت لاحقًا.
عند اعتلاء رحبعام بن سليمان العرش حوالي سنة 930 ق.م.، انفصلت الأسباط الشمالية العشر بقيادة يربعام المنتمي إلى سبط إفرايم عن المملكة الموحدة، وأسّسو مملكة إسرائيل الشمالية في السامرة. هاجم سفر الملوك بلا هوادة مملكة إسرائيل الشمالية الأكبر والأغنى، وعلّل غزوها من قبل آشور سنة 722 ق.م. بأنه انتقام إلهي لعودة تلك المملكة إلى عبادة الأصنام. بقي سبطي يهوذا وبنيامين على ولائهم لسلالة داود، وشكلّ هذين السبطين مملكة يهوذا، التي ظلت موجودة حتى غزو بابل لها حوالي سنة 586 ق.م.، وترحيل سكانها. عندما عاد اليهود من السبي البابلي، تخلّوا عن انتماءاتهم القبلية ربما بسبب استحالة إعادة بسط سيطرتهم على ممتلكاتهم القبلية السابقة من الأراضي. ومع ذلك، احتفظ اللاويون والكهنة بأدوارهم الدينية الخاصة، وأصبحت القدس أصبحت المكان الوحيد للعبادة والتضحية بين المنفيين العائدين سواءً الشماليين أو الجنوبيين.

## أراضي السبط

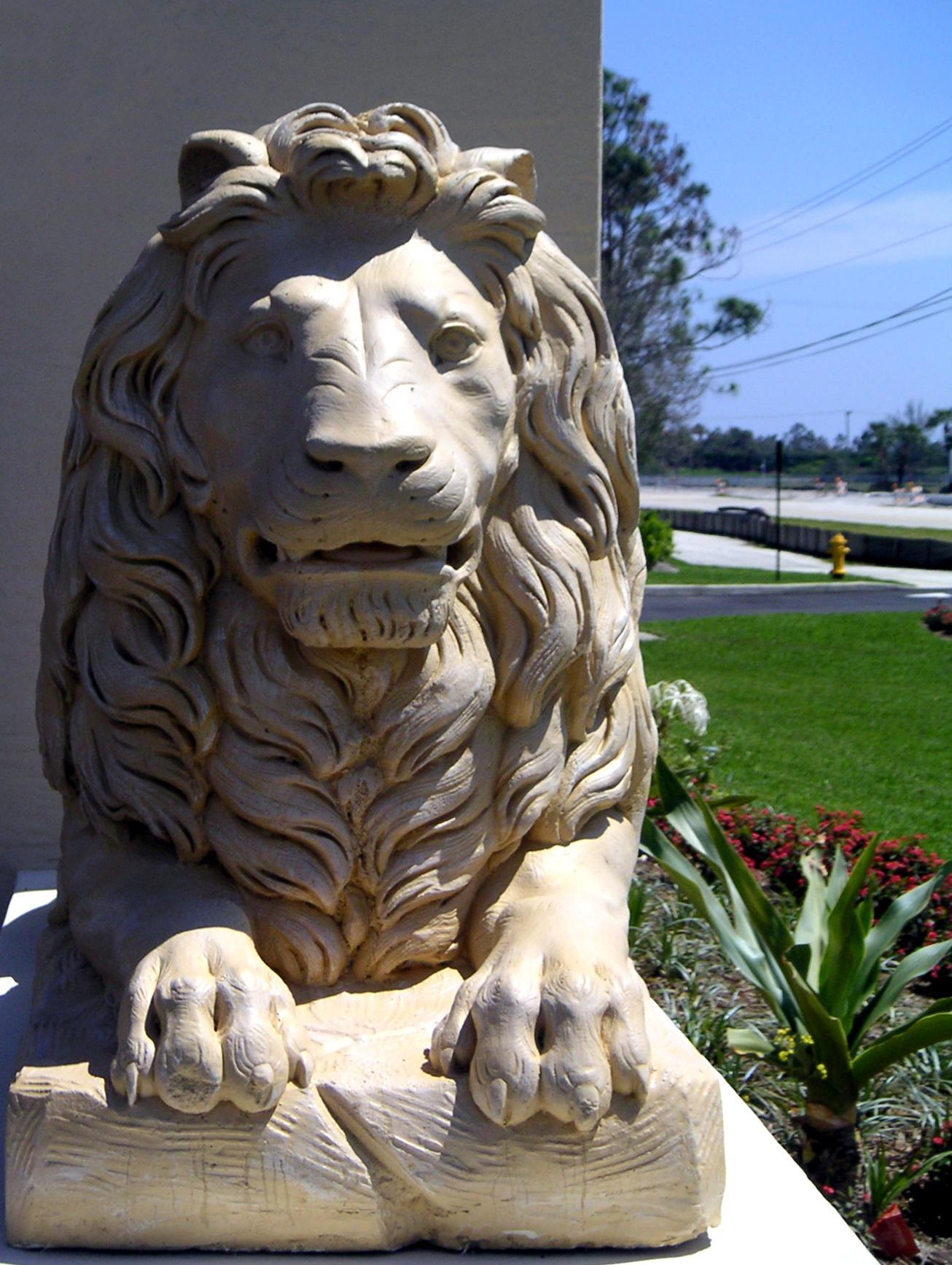
أسد يهوذا رمز سبط يهوذا. يتمثل عادة في الفن اليهودي، كما في هذا النحت خارج أحد الكُنيّسات.

وفقًا للرواية الكتابية، كان سبط يهوذا في أوجه هو القبيلة الرائدة في مملكة يهوذا، واحتل معظم أراضي المملكة، باستثناء منطقة صغيرة في الشمال الشرقي احتلها سبط بنيامين، وجيب في الجنوب الغربي احتله سبط شمعون. كانت مدينتي بيت لحم وحبرون في البداية المدينتين الرئيسيتين داخل أراضي السبط.
يمكن تمييز أراضي سبط يهوذا في أربع مناطق متميزة:
- النقب – الجزء الجنوبي من الأراضي، كان مناسبًا جدًا للرعي.
- الشفيلة – المنطقة الساحلية، الواقعة بين المرتفعات والبحر الأبيض المتوسط، كانت تستخدم للزراعة، وخاصة للحبوب.
- البرّية – المنطقة القاحلة المجاورة للبحر الميت مباشرة، وتحت مستوى سطح البحر؛ كانت مُوحشة، وبالكاد تصلح للسُكنى، لذا كانت مرتعًا للحيوانات الشرسة مثل الدببة والنمور، والخارجين عن القانون من البشر. في العصور التوراتية، كانت تلك البرية مُقسّمة إلى ثلاثة أقسام – برية عين جدي،(صموئيل الأول 24: 1) وبرية يهوذا(القضاة 1: 16) وبرية معون.(صموئيل الأول 23: 24)
- التلال - الهضبة المرتفعة الواقعة بين الشفيلة والبرية، ذات منحدرات صخرية ولكنها شديدة الخصوبة. وكانت هذه المنطقة تستخدم لإنتاج الحبوب والزيتون والعنب وغيرها من الفواكه، وبالتالي أنتجت الزيت والنبيذ.

## أصولهم
وفقًا للتوراة، ينحدر السبط من نسل يهوذا رابع أبناء يعقوب من زوجته ليئة. مثل الأسباط الأخرى في مملكة يهوذا، لم يرد ذكر سبط يهوذا تمامًا في نشيد دبوره القديم. تقليديًا، فُسّر ذلك على أنه راجع إلى كون المملكة الجنوبية بعيدة جدًا فلم يمكنهم المشاركة في المعركة، إلا أن إسرائيل فينكلشتاين وآخرون زعموا تفسيرًا بديلًا يقول بأن المملكة الجنوبية كانت مجرد منطقة ريفية راكدة لا أهمية لها في وقت كتابة القصيدة.
|  |  |  |  |  |  | يهوذا | يهوذا | يهوذا | يهوذا | يهوذا | يهوذا |     |     |            |     |     |     | ابنة شوحا | ابنة شوحا | ابنة شوحا | ابنة شوحا | ابنة شوحا | ابنة شوحا |       |       |  |  |       |       |       |       |       |       |  |  |      |      |      |      |      |      |
|  |  |  |  |  |  | يهوذا | يهوذا | يهوذا | يهوذا | يهوذا | يهوذا |     |     |            |     |     |     | ابنة شوحا | ابنة شوحا | ابنة شوحا | ابنة شوحا | ابنة شوحا | ابنة شوحا |       |       |  |  |       |       |       |       |       |       |  |  |      |      |      |      |      |      |
|  |  |  |  |  |  |       |       |       |       |       |       |     |     |            |     |     |     |           |           |           |           |           |           |       |       |  |  |       |       |       |       |       |       |  |  |      |      |      |      |      |      |
|  |  |  |  |  |  |       |       |       |       |       |       |     |     |            |     |     |     |           |           |           |           |           |           |       |       |  |  |       |       |       |       |       |       |  |  |      |      |      |      |      |      |
|  |  |  |  |  |  |       |       |       |       |       |       | عير | عير | عير        | عير | عير | عير |           |           | ثامار     | ثامار     | ثامار     | ثامار     | ثامار | ثامار |  |  | أونان | أونان | أونان | أونان | أونان | أونان |  |  | شيلة | شيلة | شيلة | شيلة | شيلة | شيلة |
|  |  |  |  |  |  |       |       |       |       |       |       | عير | عير | عير        | عير | عير | عير |           |           | ثامار     | ثامار     | ثامار     | ثامار     | ثامار | ثامار |  |  | أونان | أونان | أونان | أونان | أونان | أونان |  |  | شيلة | شيلة | شيلة | شيلة | شيلة | شيلة |
|  |  |  |  |  |  |       |       |       |       |       |       |     |     |            |     |     |     |           |           |           |           |           |           |       |       |  |  |       |       |       |       |       |       |  |  |      |      |      |      |      |      |
|  |  |  |  |  |  |       |       |       |       |       |       |     |     |            |     |     |     |           |           |           |           |           |           |       |       |  |  |       |       |       |       |       |       |  |  |      |      |      |      |      |      |
|  |  |  |  |  |  |       |       |       |       |       |       |     |     |            |     |     |     |           |           |           |           |           |           |       |       |  |  |       |       |       |       |       |       |  |  |      |      |      |      |      |      |
|  |  |  |  |  |  |       |       |       |       |       |       |     |     | فارص وزارح |     |     |     |           |           |           |           |           |           |       |       |  |  |       |       |       |       |       |       |  |  |      |      |      |      |      |      |

## الشخصيات
ادعى العديد من قادة اليهود وأنبياء الكتاب المقدس العبري انتمائهم إلى سبط يهوذا. على سبيل المثال، كان الأنبياء إشعياء وعاموس وحبقوق ويوئيل وميخا وعوبديا وزكريا بن برخيا وصفنيا ينتمون إلى هذا السبط. كما تصف سلاسل الأنساب المذكورة في متى 1: 1-6 ولوقا 3: 23-34 في العهد الجديد يسوع بأنه من نسل داود، ولكن اختلفا في ذكر إنجيل متى أنه من نسل سليمان، بينما يقول إنجيل لوقا أنه من نسل ناثان بن داود.

## المصير

أسد يهوذا على شعار بلدية القدس.

تعرّض سبط يهوذا للسبي البابلي؛ وبعد انتهاء السبي، لم يعد هناك تمييز بين القبائل، واجتمعوا على هوية مشتركة. ونظرًا لصغر سبطي شمعون وبنيامين الشريكين الأصغر في مملكة يهوذا، فإن سبط يهوذا أعطى اسمه للهوية – فأصبحوا "يهود". أشار سفر رؤيا يوحنا إلى "الأسد الذي من سبط يهوذا" القادر على فتح السفر وختومه السبعة [الإنجليزية].(رؤيا يوحنا 5: 5)
يؤكد مخطوط كيبرا ناغاست الحبشي الذي يرجع للقرن الثالث عشر الميلادي على نسب الإسرائيليين الذين عادوا مع ملكة سبأ من زيارتها للملك سليمان في القدس، الذي انحدر منهم مؤسس سلالة سليمان منليك الأول. تقول الروايات الحبشية المسيحية واليهودية على أن هؤلاء المهاجرين كانوا في الغالب من سبطي دان ويهوذا.